# برادفورد (ویسکانسین)
برادفورد (به انگلیسی: Bradford) یک منطقهٔ مسکونی در ایالات متحده آمریکا است که در شهرستان راک، ویسکانسین واقع شده‌است. برادفورد ۹۴٫۰ کیلومتر مربع مساحت و ۱٬۰۰۷ نفر جمعیت دارد و ۲۸۴ متر بالاتر از سطح دریا واقع شده‌است.